# Leandro Augsburger
Leandro Román Augsburger (Posadas, Argentina, 11 de agosto de 2004), más conocido como Leo Augsburger, es un jugador profesional de pádel argentino. Juega en la posición de revés junto a Pablo Cardona en el circuito Premier Padel.

## Carrera
Creció y se formó en la ciudad de Posadas, en la cual sus padres poseen un complejo de pistas de pádel. Destacó desde muy pequeño en el circuito de su ciudad y con 14 años fue convocado por la selección argentina sub-16.

### 2021
Con sólo 16 años ganó su primer título profesional en Argentina junto al también misionero Alan Martíneẓ en la ciudad de Nogoyá. Ese mismo año hizo su debut tanto en el World Padel Tour como en el American Padel Tour (APT). Luego volvió a la Argentina para jugar el circuito profesional de la AJPP y en sólo 3 meses de competición logró posicionarse como el mejor jugador del circuito, ganando 6 torneos en 9 finales disputadas, incluyendo el master final junto al pergaminense Juan Ignacio De Pascual.

### 2022
Arrancó el año tanto en el circuito AJPP como en el APT junto a De Pascual, ganando un torneo AJPP más en General Roca en abril. Más tarde en abril jugó junto a Emmanuel Mandrile. En mayo anunció un cambio de pareja para el circuito APT, pasando a jugar junto a Federico Quiles. Luego de perder en primera ronda del torneo de Sevilla, jugó dos torneos de World Padel Tour junto a Ignacio Piotto y Raúl Medina López, en Mallorca y Marbella, sin victorias. A fines de mayo anunció un nuevo cambio de pareja para el APT, pasando a jugar junto a Alex Chozas, luego de haber disputado un solo partido junto a Quiles. Junto a Chozas jugaron un solo torneo de APT y luego Augsburger decidió concentrarse en su última temporada como juvenil, jugando los clasificatorios para el Panamericano Juvenil de Camboriú. Junto a Santiago Rolla, lograron obtener el torneo argentino que otorgaría 2 wild cards para el Premier Pádel de Mendoza. En su debut en Premier, lograron vencer en el primer partido para luego caer en dieciseisavos ante Federico Chingotto y Juan Tello. En su último torneo como juvenil, logró el Campeonato Panamericano Juvenil en Camboriú, haciendo pareja nuevamente con De Pascual. En noviembre, Leo obtuvo una Wild Card para jugar con Valentino Libaak para jugar el master de Buenos Aires de WPT, empezando directamente en el cuadro final. Contra todo pronóstico, consiguieron vencer en dieciseisavos a la pareja 13, formada por Pablo Lijó y Javi Ruiz, por 7-6(0), 4-6 y 7-6(2), lo cual provocó la locura en la grada argentina que no paró de animarles. En octavos se enfrentaron a la pareja número 1 del mundo, pero esta vez no consiguieron ganar; perdieron por 6-4 y 6-2. Sin embargo, su gran actuación en el torneo no pasó desapercibida en absoluto, al contrario. Sirvió como impulso para acabar de dar el salto definitivo a Europa y competir regularmente en los torneos de WPT. En enero de 2023 se presentó la NOX Future Academy, destinada a la formación de jóvenes promesas, con Leo Augsburger como uno de los principales integrantes. Justo antes del torneo en Buenos Aires ya había fichado por NOX, para a partir de 2023 empezar a entrenar en España junto a Tino Libaak a las órdenes de Pablo Crosetti.

### 2023
En el segundo torneo del año 2023 dieron la gran sorpresa al alcanzar la final en La Rioja, ingresando al cuadro a través de un wildcard. Se convirtieron en la pareja más joven de la historia en alcanzar una final de World Padel Tour y la primera en hacerlo partiendo con un wildcard. En dicho torneo derrotaron a varias leyendas ex Nº1 del mundo como Juan Martín Díaz (junto a Agustín Gómez Silingo), Paquito Navarro (junto a Juan Tello) y Maxi Sánchez (junto a Lucas Campagnolo). El siguiente torneo, el Chile Open,  Augsburger lo jugó junto a Miguel Yanguas como lucky loser por lesión de Alex Arroyo, habiendo perdido en la fase previa junto a Libaak. También anunció que dejaría a Libaak para jugar con Javier Rico, ya que con sus puntos empezarían los torneos directamente en cuadro final, saltándose así la fase previa, la cual tendría que disputar si jugara con Libaak. Sin embargo, Leo y Tino jugaron un torneo más juntos, el Open de Paraguay, en el cual habían perdido en la fase previa pero acabaron entrando como lucky losers en el cuadro final debido a las bajas, donde lograron vencer a la pareja n.º 7 del torneo, Gonzalo Rubio y Javier Ruiz, en octavos de final. En cuartos  cayeron ante la pareja n.º 3 formada por Martín Di Nenno y Franco Stupaczuk. Junto a Javier Rico Dasi han alcanzado como mejor resultado los cuartos de final del World Padel Tour de Marbella 2023, donde derrotaron en la primera ronda a los octavos preclasificados Luciano Capra / Maximiliano Sánchez y cayeron en cuartos ante los número 1 Arturo Coello / Agustín Tapia. Aprovechando una semana de descanso de World Padel Tour, Augsburger se anotó en el torneo de Mónaco de A1 Padel junto a Álex Chozas y dieron la gran sorpresa al derrotar a los Nº1 Maximiliano Arce / Franco Dal Bianco en semifinales, en lo que fue sólo su segunda derrota en el año y luego se alzaron su primer título venciendo a Diego Ramos / Agustín Torre en la final. Luego de derrotas en primera ronda en torneos de Premier Pade junto a Javi Rico, Augsburger vuelve a formar dupla con Libaak en agosto de 2023, luego de separar sus caminos 5 meses antes. En su segundo torneo tras la vuelta, en Dusseldorf, logran un nuevo gran triunfo en octavos de final ante Momo González / Javier Garrido, pareja Nº7 del mundo para luego caer en cuartos de final ante Di Nenno / Stupaczuk. Augsburger es convocado a la selección argentina de mayores para disputar el Campeonato Panamericano de Pádel en Caracas, Venezuela. En la final vuelve a jugar junto a Juan Ignacio De Pascual, un año después de haber jugado juntos en el Campeonato Panamericano de Menores, y logran una ajustadísima victoria por 6-7(9) 7-6(3) 7-6(4) ante Matheus Simonato / Lucas Silveira da Cunha, que le da el título a la Argentina. De vuelta en World Padel Tour junto a Libaak pierden dos primeras rondas para luego dar otro gran batacazo en el torneo de México. En octavos de final derrotan a la pareja Nº4 del mundo, Federico Chingotto / Francisco Navarro en 3 sets mientras que en las semifinales hacen lo propio ante la pareja Nº2 del mundo, Martín Di Nenno / Franco Stupaczuk. En la final vuelven a perder en 2 sets ante los ahora Nº1 del mundo, Arturo Coello y Agustín Tapia.

### 2024
En 2024 siguió en pareja junto a Tino Libaak. Pese a haber terminado el año entre los 20 mejores del mundo en World Padel Tour, tanto Leo como Libaak jugaron pocos torneos de Premier Padel en los 2 años anteriores (que determinaron el ranking de 2024) por lo que arrancaron el año debajo del puesto 120 y debiendo jugar clasificaciones para todos los torneos. 
En el primer torneo del año, cayeron en la clasificación pero luego lograron sortearla en el Major de Doha, el P1 de Acapulco y el P2 de Puerto Cabello. En Puerto Cabello se beneficiaron en octavos de final por la retirada de Miguel Yanguas y Javi Garrido y alcanzaron los cuartos de final por primera vez en Premier Padel. Perderían ante Martín Di Nenno / Franco Stupaczuk.
Como parte de la promoción de una nueva serie de torneos organizados por su manager, Lisandro Borges, Augsburger participó del torneo inaugural en Cipolletti junto a Álex Chozas y se alzaron con el título, que fue oficialmente un torneo de AJPP (su título Nº14 en Argentina).
De vuelta en Premier Padel con Libaak, lograron sortear la clasificación en Sevilla, Asunción y Mar del Plata, y acumularon suficientes puntos para jugar en Santiago sin pasar por la clasficación, por primera vez en el año. Le siguieron 5 torneos en los que no pudieron superar los octavos de final.
Luego del P1 de Málaga, Augsburger anunció su separación de Libaak, por segunda vez en menos de 2 años. Su nueva pareja pasó a ser Álex Chozas, quien se pasó a jugar al lado derecho de la pista a pesar de venir jugando regularmente en el lado del revés. Su torneo debut fue el P1 de Madrid en Septiembre.
En su segundo torneo desde su unión, lograron alcanzar las semifinales del torneo de Róterdam luego de vencer en octavos de final a Martín Di Nenno / Juan Lebrón, pareja Nº3 del mundo y a Jon Sanz / Coki Nieto, pareja Nº7 del mundo, en los cuartos de final. Luego perderían ante los Nº1, Arturo Coello / Agustín Tapia.
En su tercer torneo, en Valladolid, lograron victorias en primera ronda ante Sanyo Gutiérrez / Álex Arroyo, pareja Nº10 del mundo y en octavos de final ante Álex Ruiz / Javi Garrido, pareja Nº6 del mundo. En cuartos de final perdieron ante los Nº2, Federico Chingotto / Alejandro Galán.
En noviembre de 2024, Augsburger fue pieza clave en la histórica victoria de Argentina en la final masculina del Campeonato Mundial de Pádel, celebrado en Doha. En el partido decisivo contra España, Augsburger y su compañero Tino Libaak lograron remontar un emocionante encuentro frente a Paquito Navarro y Mike Yanguas. Con un marcador final de 3-6, 7-5, 7-6, la dupla argentina supo mantener la calma y mostrar su resiliencia en momentos cruciales, incluso cuando Augsburger experimentó molestias físicas. Este triunfo otorgó a Argentina su duodécimo título en los FIP World Padel Championships, consolidando a Augsburger como uno de los jóvenes talentos más prometedores de la escena mundial del pádel. 

## Palmarés

### World Padel Tour

#### Finalista
| N.º | Fecha                   | Torneo        | Tipo de pista | Pareja           | Oponentes                   | Resultado |
| 1   | 12 de marzo de 2023     | La Rioja Open | Indoor        | Valentino Libaak | Arturo Coello Agustín Tapia | 1-6 / 0-6 |
| 2   | 26 de noviembre de 2023 | Mexico Open   | Indoor        | Valentino Libaak | Arturo Coello Agustín Tapia | 4-6 / 2-6 |

### A1 Padel

#### Títulos
| N.º | Fecha               | Torneo            | Tipo de pista | Pareja      | Oponentes                 | Resultado       |
| 1   | 11 de junio de 2023 | CMB Monaco Master | Outdoor       | Alex Chozas | Diego Ramos Agustín Torre | 1-6 / 6-2 / 7-6 |

### AJPP

#### Títulos
| N.º | Año                     | Torneo            | Pareja           | Oponentes en la final                    | Resultado       |
| --- | ----------------------- | ----------------- | ---------------- | ---------------------------------------- | --------------- |
| 1   | 18 de marzo de 2021     | Nogoyá            | Alan Martínez    | Bruno Alfaro Lucas Cisterna              | 4-6 / 6-1 / 6-4 |
| 2   | 10 de octubre de 2021   | La Rioja          | Nicolás Egea     | Julián Leite Tomás Luco                  | 6-1 / 6-4       |
| 3   | 17 de octubre de 2021   | Pellegrini        | Juani De Pascual | Emmanuel Mandrile Julián Lacamoire       | 6-1 / 6-3       |
| 4   | 24 de octubre de 2021   | Bragado           | Juani De Pascual | Alex Chozas Emmanuel Mandrile            | 6-4 / 6-3       |
| 5   | 30 de octubre de 2021   | San Bernardo      | Juani De Pascual | Federico Chiostri Gonzalo Alfonso        | 6-2 / 5-7 / 6-4 |
| 6   | 14 de noviembre de 2021 | Posadas           | Juani De Pascual | Adrián Codina Nicolás Galarza            | 6-1 / 7-6       |
| 7   | 5 de diciembre de 2021  | Olavarría         | Juani De Pascual | Maximiliano Sánchez Blasco Agustín Torre | 6-3 / 6-1       |
| 8   | 12 de diciembre de 2021 | AJPP Master Final | Juani De Pascual | Luciano Soliverez Alex Chozas            | 6-1 / 6-2       |
| 9   | 10 de abril de 2022     | General Roca      | Juani De Pascual | Felipe Calleja Juan Pablo Dametto        | 6-2 / 4-6 / 6-4 |
| 10  | 17 de julio de 2022     | Aguilares         | Lautaro Mambrini | Santiago Frugoni Matías del Moral        | 6-2 / 3-6 / 6-4 |
| 11  | 31 de julio de 2022     | Bell Ville        | Valentino Libaak | Felipe Calleja Tomás Posse               | 6-3 / 6-3       |
| 12  | 5 de agosto de 2022     | Córdoba           | Valentino Libaak | Felipe Calleja Tomás Posse               | 4-6 / 6-3 / 6-4 |
| 13  | 6 de noviembre de 2022  | Villa Mercedes    | Valentino Libaak | Lautaro Mambrini Tomás Posse             | 6-2 / 7-6       |
| 14  | 7 de abril de 2024      | Cipolletti        | Álex Chozas      | Lautaro Mambrini Cristian Ozán           | 6-2 / 4-6 / 6-3 |